# Nationalpolitische Erziehungsanstalten für Mädchen

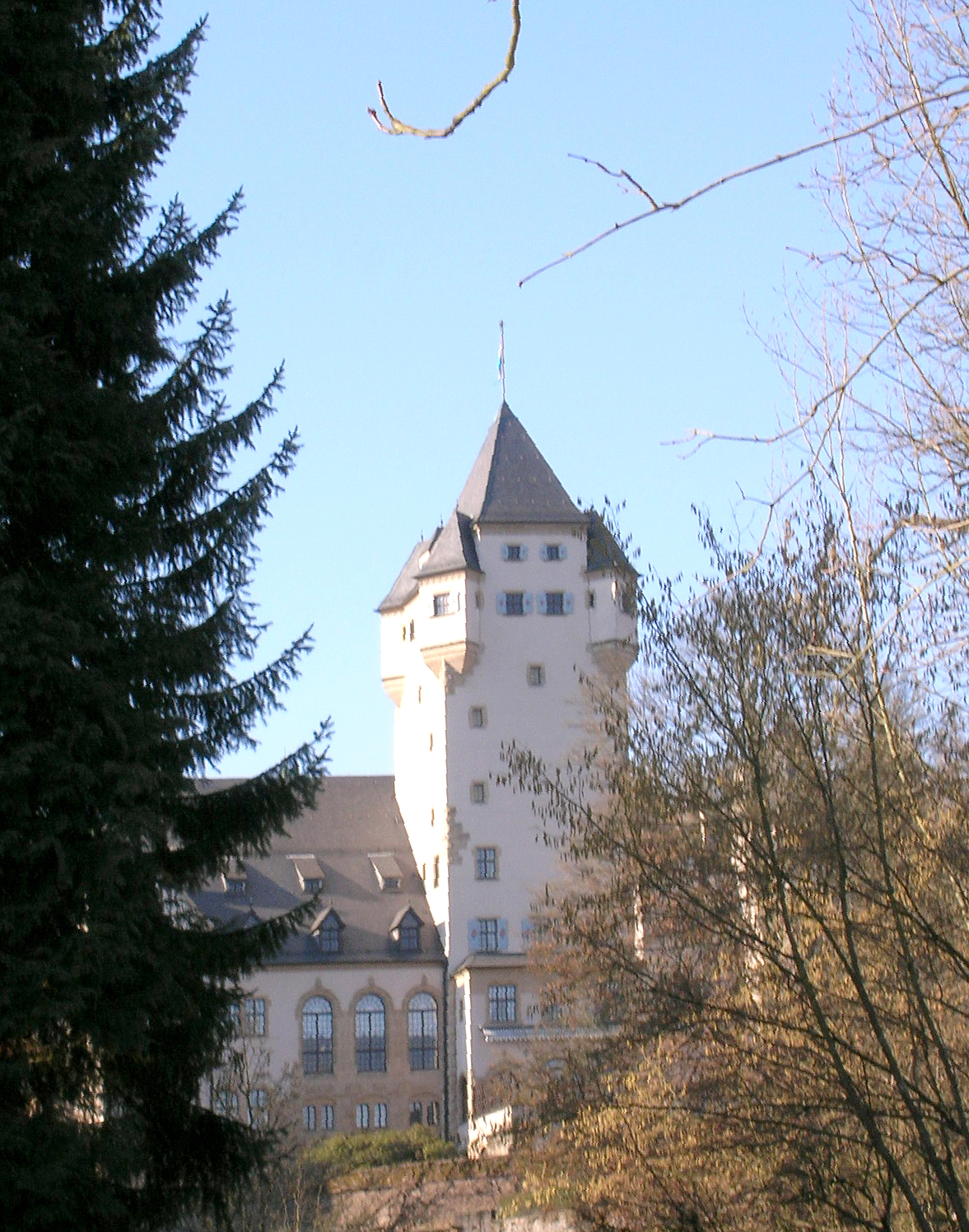
Das Gebäude der Napola für Mädchen in Colmar-Berg heute

Die Nationalpolitischen Erziehungsanstalten für Mädchen (NPEA) waren staatliche Internate in der Zeit des Nationalsozialismus in Deutschland, Österreich und Luxemburg. Diese Internatsschulen entsprachen den Nationalpolitischen Erziehungsanstalten (Napola) für Jungen und standen unter der Rechtsaufsicht des Wissenschaftsministeriums unter Bernhard Rust. Auch SA, SS und Wehrmacht hatten Einfluss auf sie. Im Unterschied zu den Erziehungsanstalten für Jungen wurden sie in der Nachkriegszeit nicht zum Gegenstand öffentlicher Auseinandersetzung, da keine ihrer Absolventinnen eine so bedeutende Karriere machte, dass ihre Erziehung in einer Napola thematisiert worden wäre.

## Geschichte, Organisation und Aufbau der Internatsschulen für Mädchen
Der erste Vorschlag für die Einrichtung solcher Schulen findet sich in einer Schrift des SA-Standartenführers und Studienrats an der Napola in Potsdam-Neuzelle Fritz Kloppe im Jahre 1934. Er forderte die Gleichstellung der Geschlechter im Nationalsozialismus. Beide Geschlechter sollten ihren Beitrag zum nationalsozialistischen Weltbild beitragen können, die Männer im Krieg und die Frauen, indem sie dem „Führer“ Kinder gebären.

### Achern
Die Schule in Achern richtete sich an Schülerinnen vom Oberrhein und seinen benachbarten Gebieten. Die Schule wurde in der Illenau untergebracht, einer ehemaligen Heil- und Pflegeanstalt. Am 19. Dezember 1940 wurde diese auf Befehl der nationalsozialistischen Machthaber geschlossen. Die ehemaligen Patienten waren größtenteils den NS-Euthanasiemorden zum Opfer gefallen. Die Schule in Achern nahm mit einer siebten und achten Klasse in einem Nebengebäude der Illenau den Betrieb im Oktober 1941 auf. Einen Monat nach dem Einzug in die Illenau, am 17. November 1941, musste die Schule das Schulgebäude verlassen; sie war nach drei Monaten am Widerspruch des Finanzministeriums gescheitert, weitere Eliteanstalten für Mädchen über den Reichshaushalt zu finanzieren. Die Schule wurde umbenannt und als „Deutsche Heimschule Schloß Iburg“ weitergeführt. Sie wäre die einzige Napola für Mädchen auf reichsdeutschem Boden gewesen.

### Hubertendorf-Türnitz
Nach dem Anschluss Österreichs gelangten die Bundeserziehungsanstalten (BEA) 1938 unter deutsche Kontrolle. Die erste Internatsschule war auf Schloss Hubertendorf in Blindenmarkt, Niederösterreich; sie war zuvor eine österreichische Schule für Mädchen gewesen. Diese Schule glich in ihrem Aufbau dem der Nationalpolitischen Erziehungsanstalten für Jungen, die Klassen wurden ebenfalls als Züge bezeichnet. Es gab die Züge 1–8 (entsprechend Klasse 5–12). Bei der Umwandlung der BEA zur Internatsschule wurden die Schülerinnen nichtjüdischer Herkunft, sofern die Eltern dies wünschten, übernommen. Die Schule war zweigeteilt, die Oberstufe fand sich in Hubertendorf zusammen, die Unterstufe, Zug 1–4, in Türnitz, da sich kein geeignetes Gebäude finden ließ.

### Colmar-Berg
Nach der Besetzung Luxemburgs wurde von August Heißmeyer auf Schloss Berg in Colmar-Berg eine weitere Internatsschule gegründet. Colmar-Berg wurde nach dem typischen Verfahren dieser Internate durch die Bildung einer „Tochteranstalt“ aufgebaut. Als Mutteranstalt diente die Schule in Hubertendorf-Türnitz, die ihre 11. Klasse und drei Lehrerinnen für die Tochteranstalt zur Verfügung stellte. Schülerinnen „aus allen Teilen des Reiches“ und „auch Luxemburgerinnen“ konnten sich für die neunte Klasse des ersten Jahrgangs 1941 bewerben. Weitere Klassen sollten nach und nach entsprechend aufgebaut werden. Zu Beginn des Schuljahres 1943/44 umfasste die Schule nach heutiger Klassenzählung die Klassenstufen acht bis elf mit insgesamt 92 Schülerinnen. Colmar-Berg war die luxuriöseste der Schulen mit 200 Zimmern und 16 Badezimmern. Im Erdgeschoss befand sich der Empfangssaal, der ganz in Rot und Gold gehalten war und dessen Decke viele bunte Wappen zieren. Des Weiteren gab es einen sehr großen Speisesaal. Zusätzlich gab es ein Spielzimmer mit einem Flügel, einem Spiel- und Billardtisch.
Nach der Befreiung Frankreichs und der sich nähernden Front erhielt die Schule am 28. August 1944 den Aufbruchsbefehl. Schülerinnen und Lehrerinnen kamen kurz in der Napola Bensberg unter. Da sie dort nicht bleiben konnten, wurden sie nach Reichenau gebracht, wo das Mädcheninternat im Oktober 1944 seinen Schulbetrieb wieder aufnahm. Beim Einmarsch der Alliierten wurde die Schule 1945 aufgelöst.

## Auswahl der Schülerinnen
Um eine Auswahl treffen zu können, erhielten die Lehrer und Lehrerinnen ein „Merkblatt“, das festlegte, nach welchen Kriterien sie die Schülerinnen beurteilen sollten: Die Anwärterinnen sollen körperlich völlig gesund, „rassisch einwandfrei“, charakterlich „sauber“ sowie für das Gemeinschaftsleben geeignet und gut begabt sein. Die Mädchen wurden in mehreren Fächern geprüft.
Zusätzlich fanden Mutproben für die Anwärterinnen statt; meistens sahen sie so aus, dass Nichtschwimmer von einem Turm ins Wasser springen mussten, aus dem sie dann von älteren Schülern, die gut schwimmen konnten, herausgeholt wurden. Verfügten Schulen nicht über ein Schwimmbad, wurden folgende alternative Mutproben angewandt: Die Bewerberinnen mussten sich über ein Seil hangeln, welches sich einige Meter über dem Boden oder einem Abhang befand oder sie mussten vom ersten oder zweiten Stockwerk eines Gebäudes in ein Sprungtuch springen. Diese Mutproben dienten dazu, die „Charakterstärke“ der Anwärterinnen auf die Probe zu stellen.

## Abschluss der Aufnahmeprüfung
Zum Abschluss der Aufnahmeprüfung wurden vor versammelter Bewerberschaft die Namen derjenigen aufgerufen, die die Prüfung bestanden hatten. Die Auslese an den Internatsschulen sollte deutlich machen, welch hohe Anforderungen der NS-Staat an seine zukünftigen Eliten stellte; zugleich sollte deutlich gemacht werden, dass diese Mädchen durch den Staat großzügig gefördert würden.

## Lehrerinnen
Die Lehrerinnen mussten zwei Kriterien erfüllen, sie mussten über eine staatlich anerkannte Lehrbefähigung verfügen und eine besondere Eignung für den Internatsdienst mitbringen. Die Bewerberinnen sollten unter dreißig Jahren sein. Die meisten Lehrerinnen wurden vom Kultusministerium an die Internatsschulen berufen, ohne sich jemals dort beworben zu haben; es durften nur weibliche, ledige Lehrkräfte unterrichten. Von ihnen wurde erwartet, dass sie junge, naturverbundene und frauliche Erzieherinnen waren. Die Lehrkräfte sollten das Idealbild der nationalsozialistischen Frau vermitteln, mit langen geflochtenen Haaren und Trachtenkleidung.

## Unterrichtsinhalte
Die NPEA hatten sich nach den Erziehungsschwerpunkten für ihr Schulprogramm zu richten: 1. „Charaktererziehung“, 2. „Leibeserziehung“ und 3. wissenschaftliche „Geistesbildung“. Die NPEA wurde entsprechend der NS-Erziehungsidee eingerichtet. Die Geschlechter wurden streng voneinander getrennt und geschlechterspezifisch unterrichtet, erzogen und ausgebildet. Selbst in Ausnahmefällen, zum Beispiel durch das Kriegsgeschehen, erzog die NPEA weder beide Geschlechter gemeinsam noch unterschiedslos beide Geschlechter mit dem gleichen Programm.
Offiziell folgten die Internatsschulen dem Lehrplan der Höheren Schulen. Sie schlossen sich in ihrem Unterrichtsplan den bereits bestehenden Formen der höheren Schule an. Allerdings folgten die Anstalten im Bereich der Leibesübungen, Musik- und Religionsunterricht eigenen Plänen. So wurde Religion nicht unterrichtet, die Stundenzahlen für Musik und Sport wurden erhöht. Unterrichtet wurden in den sechsten bis zwölften Klassen folgende Fächer: Deutschkunde und Deutsch, Geschichte, Erdkunde, Rechnen/Mathematik, Biologie, Chemie, Physik, die Fremdsprachen Englisch und Latein, Kunsterziehung, Musik, Hauswirtschaft, Handarbeit, Pflege/Gesundheitslehre und Beschäftigungslehre. Die weibliche Erziehung fand jedoch nur in einem geringen Rahmen im Vergleich zu anderen Mädchenschulen statt. Im Vordergrund stand die Leibes- und Charaktererziehung.

### Charaktererziehung
Die Charaktererziehung an den NPEA hatte das Ziel, die Persönlichkeit der Schüler und Schülerinnen nach nationalsozialistischen Maßstäben zu formen. Sie stand im Dienste einer Typenprägung, die dem Zweck der „Züchtung“ eines speziellen „Menschentyps“ diente. Die nationalsozialistischen Volksgenossen sollten sich nicht zu Individuen auf der Basis von Selbstverwirklichung entwickeln, sondern die NS-Kriterien verinnerlichen und verkörpern. Charakterformung war der wichtigste Punkt der Erziehung. Die von den Nationalsozialisten angestrebte Kameradschaft äußerte sich durch Kontroll- und Herrschaftsformen, in denen Differenz und Autonomie abgelehnt wurden. Die NPEA-Schülerinnen hatten in ihren Klassenverbänden die NS-Kontroll- und Herrschaftsformen auszuüben und diejenigen auszuschließen, die den an sie gestellten Ansprüchen nicht entsprachen.

### Sport
Sport war der zweitwichtigste Punkt des vorgesehenen Lehrplanes. Das Ministerium begründete die an den Internatsschulen gestellten hohen sportlichen Ansprüche damit, dass eine vollkommene sportliche Erziehung die kognitiven Leistungen nicht senke, sondern sie durch „Wachsen von Energie und Gesundheit“ fördere. Morgens mussten die Schülerinnen einen etwa 15-minütigem Frühsport ableisten. Abhängig von den Wettersituationen gab es zusätzlich im Freien Lauf- und Gymnastikübungen. An den Internatsschulen gab es mehr Sportunterricht als an anderen Schulen. Die sportlichen Übungen des vorgesehenen Lehrplanes beinhalteten für diese Schulen Leichtathletik, Gymnastik, Turnen, Schwimmen und Volkstanz sowie Skifahrten und Reitstunden. (Das Sportangebot an den Napolas für Jungen war deutlich umfangreicher, je nach Schule wurden dort auch Geländesport, Boxen, Fechten, Segeln, Segelfliegen, Rudern, Schießen und Motorsport angeboten.) Auch außerhalb des Internatslebens hatten die Schülerinnen sportliche Leistungen zu erbringen, bei sportlichen Wettkämpfen im direkten Messen mit anderen Schulen oder bei (über-)regionalen Sportveranstaltungen bis hin zu Landesmeisterschaften. Die Inspektion schrieb die Teilnahme an folgenden Wettkämpfen vor: Geräte- und Bodenturnen, Skimeisterschaftskämpfe, Sportfeste der für sie zuständigen Banne der Hitlerjugend (HJ), Gebiets- und Reichsjugendmeisterschaften, Sommersonnenwendkampfspiele aller Anstalten. Die wesentlichen Bestandteile der Leibeserziehung waren: täglicher Sport, Mannschaftsspiele und Wettkämpfe.

### Erziehung zur Klassen- und Volksgemeinschaft
Die Klassengemeinschaft war die Basis der Gemeinschaftserziehung an diesen Schulen. Bewusst wurden durch Internatsunterbringung sowie durch die abgelegene Lage der Schulen eine Abschottung von Familien und Freunden erzielt und Kontakte zu Freunden und Familie gering gehalten. Klassenkameradinnen und Lehrerinnen sollten Familie und Freunde ersetzen. Dieser Ersatz war nicht freiwillig, sondern eine Vorgabe der Internatsschulen und diente ebenfalls zur Entziehung der elterlichen Gewalt. Mit den Klassenkameradinnen und Lehrerinnen wurde viel Zeit verbracht, bis zu 24 Stunden täglich. Häufig schlief die ganze Klasse in einem großen Schlafsaal. Für die höheren Jahrgänge wurden die Schlafräume immer kleiner, womit dann auch die Anzahl der Schülerinnen auf einem Zimmer abnahm. Wie viele sich ein Zimmer teilten, hing von den räumlichen Möglichkeiten der einzelnen Internate ab; Einzelzimmer gab es an den Schulen nicht. Die wichtigste Regel an ihnen lautete, dass die Schülerinnen Verantwortung gegenüber den Kameradinnen zeigen sollten. Vergehen sollten sofort gemeldet werden, um Kollektivstrafen zu verhindern.
Unter Volksgemeinschaft wurden zusätzlich Einsätze verstanden: Die Dienste äußerten sich in Arbeiten in Webereien und Spinnereien. Daneben gab es Einsätze bei Weinernten, „Osteinsätze“ im Warthegau, Holzsammeln, Lazarettbesuche, Ausbildung zur Schwesternhelferin in Krankenhäusern der Umgebung und Arbeitshilfen in Kindergärten.
Offiziell war Ziel dieser Dienste und Einsätze, die Schülerinnen zu guten Führern auszubilden. Die Dienste und Einsätze dienten jedoch in erster Linie der Charaktererziehung hinsichtlich der Einsatzbereitschaft der Schülerinnen. Einsatzbereitschaft wurde von den Schülerinnen zu jedem Zeitpunkt erwartet und gefordert, nicht allein im Schulalltag, sondern auch gegenüber Volksmitgliedern während ihrer Dienste und Einsätze. In diesem Zusammenhang bedeutete Einsatzbereitschaft, dass die Schülerinnen mit größtem Einsatz dazu beitragen sollten, die erwarteten Leistungen zu erbringen sowie die Bereitschaft zu zeigen, den an sie gestellten Ansprüchen und Anforderungen zu entsprechen.

## Die Internatsschule und der Bund Deutscher Mädel
Der erste Inspekteur der Internatsschulen, Joachim Haupt, und Reichsminister Bernhard Rust waren gegen eine Zusammenarbeit mit der Hitlerjugend. Erst August Heißmeyer ordnete 1937 den sofortigen Beitritt sämtlicher Schülerinnen der Internatsschulen in den Bund Deutscher Mädel (BDM) an. Die Mitgliedschaft im BDM wurde zu einem Aufnahmekriterium für die Eliteschule. Die Schülerinnen wurden jedoch nicht der jeweils örtlichen Teilorganisation zugeordnet, sondern bildeten eigene Gruppen. Übernommen wurden von dem Vorbild des BDM die Uniformen, Dienstränge an den Schulen sowie Dienst- und Heimabende des Schulprogrammes. Die Uniform war keine Anstaltstracht und wurde lediglich bei Einsätzen getragen.